# Retrato de Felipe II (Heere)
El retrato de Felipe II es un cuadro atribuido al pintor, poeta y escritor flamenco Lucas de Heere, (Gante, 1534-1584) realizado a mediados del siglo XVI, que se encuentra en el Museo del Prado con número de inventario P001949.

## El tema
El historiador Allende-Salazar y el director del Museo del Prado de 1960 a 1968 Francisco Javier Sánchez Cantón atribuyeron la obra a este pintor basándose en el estudio del estilo, la edad del príncipe hispano y su vestimenta. La mención a una carta del cardenal Granvela de noviembre de 1553 en la que se citaba un retrato inacabado de Felipe II que ocupaba al autor “del que todavía no ha realizado más que la cabeza”. Parece ser que la tabla inconclusa acabó cortándose hasta su actual tamaño. Por estas pruebas nada concluyentes algunos estudiosos, como Beroqui, han rechazado la autoría de este pintor flamenco.
En su página, el museo indica que pudo servir como estudio previo para obras mayores sin la presencia del modelo, manteniendo la tipología facial de los monarcas Habsburgo.